# Pseudolithos migiurtinus
Pseudolithos migiurtinus är en oleanderväxtart som först beskrevs av Chiovenda, och fick sitt nu gällande namn av Bally. Pseudolithos migiurtinus ingår i släktet Pseudolithos och familjen oleanderväxter. Inga underarter finns listade i Catalogue of Life.